# 蔡敬民
蔡敬民（1963年7月—），男，汉族，安徽庐江人，中共二十大代表，曾任安徽大学党委书记。

## 生平
1984年毕业于合肥联合大学（现合肥学院）微生物专业，1985年加入中国共产党，于安徽农业大学获硕士学位，2002年获德国耶拿大学博士学位。历任合肥联合大学教工团总支书记、实验室主任、教研室主任、教务处副处长、处长。2003年任合肥学院党委委员、副院长，2009年任合肥学院党委副书记、院长，2013年任合肥学院党委书记，2019年任安徽大学党委书记。

## 学术贡献
长期从事微生物学研究，主持国家级、省级科研项目十余项。研究成果获安徽省自然科学奖三等奖1项，安徽省科技进步奖三等奖2项，安徽省第六届青年科技奖。获国家级教学成果奖一等奖2项，二等奖1项，安徽省省级教学成果特等奖4项、一等奖1项、二等奖2项、三等奖2项。是享受国务院特殊津贴专家，2011年荣获全国五一劳动奖章。

## 社会兼职
教育部高等学校专业设置与教学指导委员会委员，教育部新工科工作组成员，中国教育国际交流协会应用型高校国际交流分会理事长，中国高等教育学会教学研究分会副理事长；《应用型高等教育研究》杂志主编。同时担任中共安徽省十次代表大会代表，安徽省十届、十一届、十二届、十三届人大代表。